# Antoine Lahd
Antoine Lahd (ou Lahad), né le 22 août 1927 dans le village d'Al Qattara (Kfarkatra) et mort à Boulogne-Billancourt le 10 septembre 2015,, est un général de l’armée libanaise, qui a été entre 1984 et 2000 le commandant de l’Armée du Liban Sud (ALS), milice alliée à l’armée israélienne au sud du Liban.

## Biographie
Né dans une famille maronite en 1927, Antoine Lahd reçoit son diplôme de l'Académie militaire libanaise en 1952. Proche de Camille Chamoun, Lahd devient chef de l'Armée du Liban Sud en 1984, après la mort de Saad Haddad.
En 1988, Lahd échappe à la tentative d’assassinat préparée par la militante communiste Souha Bechara en représailles des exactions commises par l'ALS dans sa lutte contre l'OLP. Il sera grièvement blessé.
Lorsque l’ALS s’effondre en mai 2000, avec le retrait israélien du sud du Liban, Lahd s'exile en Israël puis, la même année, en France. Il est condamné à mort en 2004 pour trahison.[réf. nécessaire]
Il vit entre Israël et la France pendant plusieurs années, avant de s'installer définitivement à Paris en 2014. Il meurt en septembre 2015.